# Stazione di Rochefort
La stazione di Rochefort è una stazione ferroviaria della linea Nantes-Saintes

## Storia
Una prima stazione, situata nella zona del porto e capolinea della ferrovia per Aigrefeuille - Le Thou fu aperta al traffico dalla Compagnie du chemin de fer de Paris à Orléans il 7 settembre 1857.
Una seconda stazione, situata sull'area di quella attuale, fu aperta dalla Compagnie des Charentes il 15 aprile 1867, quando fu messa in servizio la tratta da Rochefort a Saintes. Il 29 dicembre 1873 la compagnia aprì anche la tratta da La Rochelle a Rochefort. La stazione fu poi rilevata dall'Administration des chemins de fer de l'État nel 1878.
L'attuale edificio passeggeri fu costruito nel 1913 secondo li progetto dell'architetto Pierre Esquié (autore anche della stazione di La Rochelle-Ville). La stazione è stata dichiarata monumento storico dal 28 dicembre 1984.